# Ousson-sur-Loire
 Ousson-sur-Loire  es una población y comuna francesa, situada en la región de Centro, departamento de Loiret, en el distrito de Montargis y cantón de Briare.

## Demografía
| 437 | 449 | 519 | 593 | 621 | 684 |
| Para los censos de 1962 a 1999 la población legal corresponde a la población sin duplicidades (Fuente: INSEE [Consultar]) |     |     |     |     |     |